# الیزابت هفندن
الیزابت هفندن (انگلیسی: Elizabeth Haffenden؛ ۱۸ آوریل ۱۹۰۶ – ۲۹ مهٔ ۱۹۷۶) یک طراح صحنه و لباس اهل بریتانیا بود. وی بین سال‌های ۱۹۳۴ تا ۱۹۷۵ میلادی فعالیت می‌کرد و برنده دو جایزه اسکار در طول فعالیتش شده بود.